# Суходольское сельское поселение (Волгоградская область)
Суходо́льское се́льское поселе́ние — муниципальное образование в составе Среднеахтубинского района Волгоградской области.
Административный центр — хутор Суходол.

## История
Суходольское сельское поселение образовано 5 апреля 2005 года в соответствии с Законом Волгоградской области № 1040-ОД.

## Население
| 2010  | 2012  | 2013  | 2014  | 2015  | 2016  | 2017  |
| ----- | ----- | ----- | ----- | ----- | ----- | ----- |
| 1597  | ↘1590 | ↘1579 | ↘1557 | ↘1537 | ↗1550 | ↗1557 |
| 2018  | 2019  | 2020  | 2021  |       |       |       |
| ↘1555 | ↘1553 | ↘1544 | ↘1529 |       |       |       |

## Состав сельского поселения
| № | Населённый пункт | Тип населённого пункта        | Население |
| - | ---------------- | ----------------------------- | --------- |
| 1 | Булгаков         | хутор                         | 11        |
| 2 | Максима Горького | посёлок                       | 21        |
| 3 | Маляевские Дачи  | хутор                         | 0         |
| 4 | Суходол          | хутор, административный центр | 1334      |
| 5 | Таловый          | хутор                         | 26        |
| 6 | Чапаевец         | хутор                         | 205       |